# Rob Paulsen
Robert Fredrick (Rob) Paulsen III (Detroit (Michigan), 11 maart 1956) is een Amerikaans acteur en stemacteur, die voornamelijk werk levert voor tekenfilms. Enkele bekende personages die hij van een stem voorzag zijn Yakko uit Animaniacs en Raphael uit Teenage Mutant Ninja Turtles.

## Rollen (selectie)
- De Smurfen (1981) – Overige stemmen
- Lone Wolf McQuade (1983) – Man op het festival
- DuckTales (1987) – Guus Geluk
- Teenage Mutant Ninja Turtles (1987) – Raphael
- Scooby-Doo and the Reluctant Werewolf (1988) – Brunch
- Tiny Toon Adventures (1990) – Fowlmouth
- Animaniacs (1993) – Yakko Warner, Pinky, Dr. Scratsansniff
- Biker Mice from Mars (1993) – Throttle
- Bump in the Night (1993) – Squishington
- Mighty Max (1993) – Max
- Sonic the Hedgehog (1993) — Antoine
- The Tick (1994) – Arthur
- A Goofy Movie (1995) – Borrie
- Pinky and the Brain (1995) – Pinky
- Timon & Pumbaa (1995) – Banzai
- The Fairly OddParents (2001) – Mark Chang, King Gripploun, Bucky McBadbat, Happy Peppy Gary
- Biker Mice from Mars (2006) – Throttle
- Back at the Barnyard (2007) – Peck, pizzabezorger, Gopher
- Tinker Bell (2008) – Bobble
- Teenage Mutant Ninja Turtles (2012) – Donatello

- Gemeinsame Normdatei: 1062420489
- International Standard Name Identifier: 0000 0000 4427 950X
- Library of Congress Control Number: no2004081941
- MusicBrainz: 2cfdba23-ef78-4302-adaa-474395527539
- Nationale Bibliotheek van Israël: 987012159983905171
- Virtual International Authority File: 56328379
- WorldCat: E39PBJtxfXFRg4WHBFWCq6x7HC